# Imperio Argentina
Pour les articles homonymes, voir Argentina (homonymie) et Nile.
Magdalena Nile del Rio, dite Imperio Argentina, est une actrice et chanteuse d'origine espagnole, née le 26 décembre 1910 à Buenos Aires, (Argentine) morte à Benalmádena (près de Malaga) le 22 août 2003.

## Biographie
Son vrai nom était Magdalena Nile del Río, elle est née à Buenos Aires, Argentine, le 26 décembre 1910 et est la fille du guitariste de Gibraltar Antonio Nile et de la danseuse espagnol Rosario del Río, originaire de Malaga. Familièrement, surnommée Malena, elle avait une sœur  appelée Asunción. Dès son plus jeune âge, elle commença à chanter et à danser.
Elle fait ses débuts en Espagne en 1924, à l'âge de 12 ans, au Théâtre Romea de Madrid, avec Pastora Imperio, parrainée par la célèbre «La Argentinita», Encarna López Júlvez.
Jacinto Benavente, quand il la vit jouer, fut ravie et trouva que son art était au niveau des deux grands artistes Pastora Imperio et La Argentinita et c'est lui qui l'appelait "Imperio Argentina".
Danseuse et chanteuse célèbre toute jeune, dès son arrivée en Espagne, elle apparut sur les écrans en 1927. À 21 ans, elle est découverte au cinéma par le réalisateur Florián Rey, avec qui elle joue la La hermana San Sulpicio, basée sur le roman du même titre d'Armando Palacio Valdés. En 1928, Elle se rend en Allemagne pour tourner Corazones sin rumbo, et le court métrage El cliente seductor (1931), avec Maurice Chevalier.
La société de cinéma Paramount, depuis ses studios parisiens, l'engage pour jouer dans deux films, en 1932, aux côtés de Carlos Gardel: La maison est sérieuse et Melodía de arrabal. La casa es seria et Melodía de arrabal. Elle était l'une des quatre actrices qui ont chanté un duo avec Carlos Gardel.
Elle était très amie avec Marlène Dietrich.
Parmi ses admirateurs, on compte José Antonio Primo de Rivera, et même le général Francisco Franco. En 1938, elle s'installe en Allemagne, invitée par Goebbels, le ministre de la propagande nazie. Ses sympathies pour le régime d'Hitler ont conduit au boycott et au rejet devant les théâtres de New York, Buenos Aires et Mexico,.
De retour en Espagne, elle obtient à nouveau un grand succès avec des films folkloriques, dans lesquels il chantait certaines de ses chansons les plus célèbres. Elle a travaillé avec de grands réalisateurs, tels que Benito Perojo et José Luis Sáenz de Heredia et dans les années 1950, elle se produit dans des spectacles musicaux à succès.
En 1989, elle reçoit la Médaille d'or du mérite des beaux-arts du Ministère de l'Éducation, de la Culture et des Sports espagnol.
En 1996, elle a été choisie pour être la proclamatrice des festivités du Pilar de Zaragoza, car le centenaire du cinéma espagnol a eu lieu dans cette ville.
En 2001, elle publie ses mémoires, Malena Clara, écrites par le dramaturge Pedro Víllora.

## Filmographie

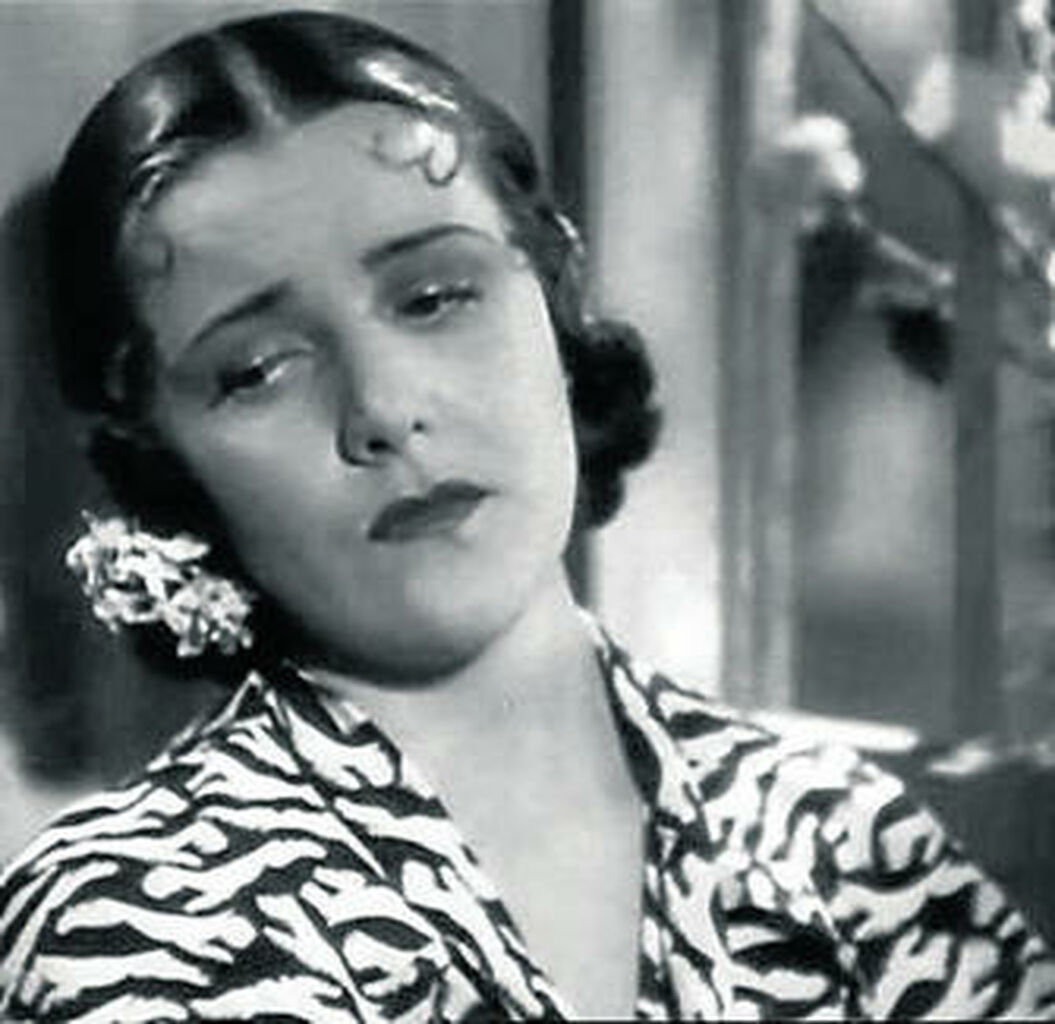
Imperio Argentina dans Morena Clara en 1936.

- 1927 : La Sœur Saint-Sulpice (La Hermana San Sulpicio) de Florián Rey (film muet) : Gloria, sœur Saint-Sulpice
- 1931 : Su noche de bodas de Louis Mercanton (version en espagnol de Marions-nous[5]) : Gisèle Landry
- 1932 : Melodía de Arrabal de Louis Gasnier : Alina
- 1935 : Nobleza baturra de Florián Rey : María del Pilar
- 1936 : Morena Clara (es) de Florián Rey : Trini
- 1938 : Nuits d'Andalousie (Andalusische nächte) d'Herbert Maisch
- 1939 : La Chanson d'Aïcha (La canción de Aixa) de Florián Rey : Aixa (Aïcha en VF)
- 1941 : La Tosca de Carl Koch : Floria Tosca
- 1946 : La Perle de Cadix (La maja de los cantares) de Benito Perojo : Floria Tosca
- 1947 : Dolores, la femme errante (La copla de la Dolores) de Benito Perojo : Dolores
- 1948 : La Cigale (La cigarra) de Florián Rey : Soledad, dite « La Cigale »
- 1951 : Café cantante (es) d'Antonio Momplet (es)
- 1960 : Ama Rosa, de León Klimovsky : Ama Rosa
- 1966 : Con el viento solano de Mario Camus : la mère de Sebastián
- 1987 : El polizón de Ulises de Javier Aguirre
- 1997 : Andalucía, un siglo de fascinación (mini-série) de Basilio Martín Patino, épisode Ojos verdes

## Discographie
- 1987 : Con plumas, EMI France

## Distinctions
- Goyas 1989 : Goya d'honneur
- Médaille d'or du mérite des beaux-arts 1989